# Félix Alonso García
Félix Jacinto Alonso García (León, España, 19 de abril de 1973) es un entrenador español de baloncesto.

## Trayectoria
Es un hombre con gran experiencia en el baloncesto español, en la temporada 1999/2000 se fue de León para ser entrenador asistente de New Mexico Lobos de la NCAA. La temporada siguiente dirigió al CB Zamora en la Liga EBA, para pasar en la temporada 2001/02 a ser ayudante de Paco Olmos en el CB Los Barrios. El fichaje de Paco Olmos por el Pamesa Valencia decidió a Juan España, presidente del equipo gaditano, a dar la oportunidad a Alonso de dirigir al conjunto barreño, aunque una mala racha llevó a que el timón de la nave del equipo se lo dieran a Quino Salvo.
Más tarde, Alonso ejerció de segundo entrenador del Melilla Baloncesto (LEB Oro) durante las temporadas 06/07 y 07/08. Además, de entrenar al Jovent Alayor de la Liga LEB Bronce en la temporada 2008/09.
Más tarde, Félix se labró una carrera en el extranjero, realizando buenas temporadas en la liga portuguesa, primero con el Sampaense y después con el Ovarense, mientras que en el 2016 firmó por el Nassjo sueco, equipo con el que trabajó hasta diciembre de 2017.
El 27 de diciembre de 2017 firma como entrenador del Palma Air Europa para intentar salvar al equipo de las últimas posiciones de LEB Oro. Más tarde, al conseguir los objetivos, renovaría por dos temporadas para ser entrenador del equipo balear durante la temporada 2018/19 y 2019/20.
En la temporada 2018/19, bajo el nombre de Iberojet Palma, un final de liga regular en el que su equipo ganó los 8 últimos partidos, se clasificó en tercer lugar. En los play-off eliminaron a Granada en el quinto partido, lo que les dio acceso a la Final Four que se disputaría en Bilbao. En semifinales derrotaron al Club Ourense Baloncesto. Perdiendo la final contra el anfitrión en un partido sumamente igualado que se decidió en el último minuto del mismo, quedándose así a las puertas de la ACB. Siendo la ocasión en la que un equipo mallorquín ha estado más cerca de lograr ese objetivo. 
Ese año, recibe el premio de la Federación de Baloncesto de Castilla y León al mejor entrenador, compartido con Porfirio Fisac, entrenador del Zaragoza (Liga Endesa).
En la temporada 2019-20 como entrenador del mismo club, pero con otra denominación B the travel brand Mallorca, se construyó un proyecto para ascender a la Liga ACB, aunque la competición se canceló a mediados de marzo debido a la pandemia provocada por el COVID-19.
En la temporada 2020-21, tras terminar su contrato en el B the travel brand Mallorca, retoma en Polonia su carrera en el extranjero firmando como ayudante de Žan Tabak en el Basket Zielona Góra, campeón de liga de aquel país.
En la temporada 2021-22, regresa a España para ser entrenador ayudante de Žan Tabak en las filas del Hereda San Pablo Burgos de la Liga Endesa. En noviembre de 2021, tras la destitución de Žan Tabak, se convierte en primer entrenador del Hereda San Pablo Burgos.
El 1 de enero de 2023, firma como entrenador del Club Ourense Baloncesto de la Liga LEB Oro.
El 13 de julio de 2024, firma como entrenador ayudante de Žan Tabak en el Trefl Sopot de la TBL.
El 24 de diciembre de 2024, firma como entrenador del Obradoiro Club Amigos del Baloncesto de la Primera FEB.
El 23 de junio de 2025 se convierte en nuevo entrenador del FC Cartagena CB de la Primera FEB

## Clubes
- 1999-2000  New Mexico Lobos de la NCAA (entrenador ayudante).
- 2000-2001  CB Zamora de liga EBA.
- 2001-2002  CB Los Barrios de la LEB Oro (Ayudante de Francisco Olmos Hernández).
- 2002-2004  CB Los Barrios de la LEB Oro.
- 2005-2006 Agustinos/E. Leclerc-San Andrés de liga Primera Nacional.
- 2006-2008  Club Melilla Baloncesto de la LEB Oro (Ayudante de Francisco Olmos Hernández).
- 2008-2009  Alayor Opel Coinga Jovent de liga LEB Bronce.
- 2014-2015  Sampaense Basket de la liga Liga Portuguesa de Basquetebol.
- 2015-2016  Ovarense Basquetebol de la liga Liga Portuguesa de Basquetebol.
- 2016-diciembre de 2017  KFUM Nassjo Basket de la liga Basketligan.
- Diciembre de 2017-2018 Entrenador del  Iberostar de la liga LEB.
- 2018-2019  Entrenador de Iberojet Palma. LEB Oro.
- 2019-2020 Entrenador del  B the travel brand Mallorca de la liga LEB.
- 2020-2021  Entrenador ayudante de Žan Tabak en Basket Zielona Góra (Primera División Polaca)
- 2021  Entrenador ayudante de Žan Tabak en Hereda San Pablo Burgos.
- 2021  Hereda San Pablo Burgos de la Liga Endesa.
- 2022-2024  Club Ourense Baloncesto (Liga LEB Oro)
- 2024  Entrenador ayudante de Žan Tabak en Trefl Sopot de la TBL.
- 2024-2025  Obradoiro Club Amigos del Baloncesto de la Primera FEB
- 2025-  FC Cartagena CB de la Primera FEB